# Futurismo

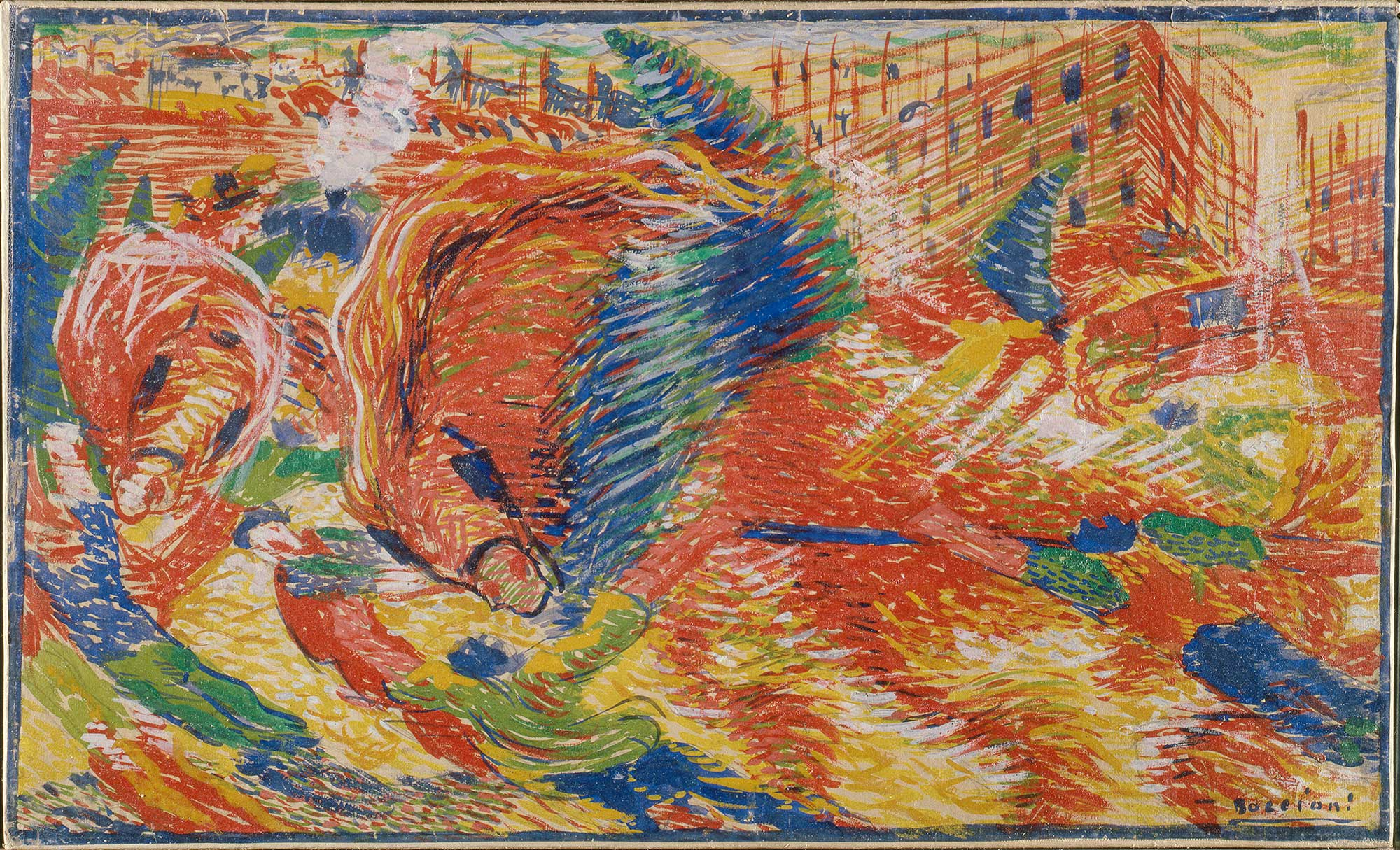
Umberto Boccioni, A cidade se levanta, 1910.

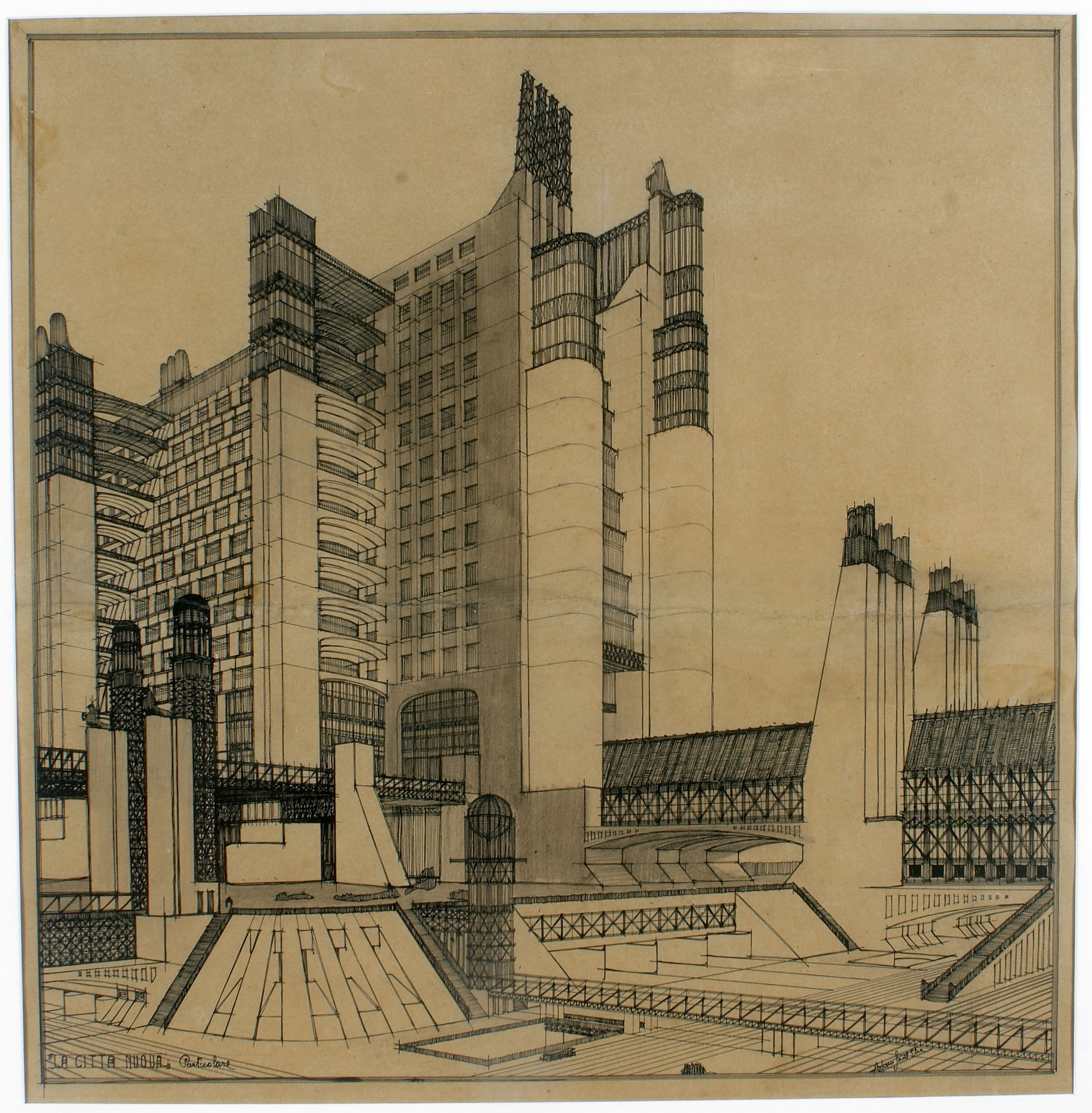
Antonio Sant Elia - Urbanistik şəkil

Futurismo é um movimento artístico e literário que surgiu oficialmente em 20 de fevereiro de 1909 com a publicação do Manifesto Futurista, pelo poeta italiano Filippo Marinetti, no jornal francês Le Figaro. Os adeptos do movimento rejeitavam o moralismo e o passado, e suas obras baseavam-se fortemente na velocidade e nos desenvolvimentos tecnológicos do final do século XIX. Os primeiros futuristas europeus também exaltavam a guerra e a violência. O Futurismo desenvolveu-se em todas as artes e influenciou diversos artistas que depois fundaram outros movimentos modernistas.
No primeiro manifesto futurista de 1909, o slogan era Les mots en liberté ("As palavras em liberdade") e levava em consideração o design tipográfico da época, especialmente em jornais e na propaganda. Eles abandonavam toda distinção entre arte e design e abraçavam a propaganda como forma de comunicação. Foi um momento de exploração do lúdico, da linguagem vernácula, da quebra de hierarquia na tipografia tradicional, com uma predileção pelo uso de onomatopéias. Essas explorações tiveram grande repercussão no dadaísmo, no concretismo, na tipografia moderna, e no design gráfico pós-moderno. Surgiu na França, seus principais temas são as cores.

## Pintura
A pintura do futurismo foi explicitada pelo cubismo e pela abstração, mas o uso de cores vivas e contrastes e a sobreposição das imagens pretendia dar a ideia de dinâmica, deformação e não materialização por que passam os objetos e o espaço quando ocorre a ação. Trata-se de obras de arte visual alinhadas ao Manifesto Futurista, obra escrita pelo poeta italiano Filippo Marinetti no ano de 1909. Marinetti acreditava que a arte deveria acompanhar a evolução dos tempos, glorificar o futuro e idolatrar as máquinas - o principal símbolo do futuro. Para os artistas do futurismo os objetos não se concluem no contorno aparente e os seus aspectos interpenetram-se continuamente a um só tempo. Procura-se neste estilo expressar o movimento atual, registrando a velocidade descrita pelas figuras em movimento no espaço. O artista futurista não está interessado em pintar um automóvel, mas captar a forma plástica a velocidade descrita por ele no espaço. Seus principais representantes foram os pintores e escultores italianos Giacomo Balla, Umberto Boccioni, Carlo Carrá e Luigi Russolo, que lançaram um manifesto no teatro Chiasella em Turim, em 8 de março de 1910.

### Pintores
- Almada Negreiros, pintor português
- Anton Giulio Bragaglia artista italiano
- Carlo Carrà, pintor italiano
- Giacomo Balla, pintor italiano
- Gino Severini, pintor italiano
- Joseph Stella, pintor italiano
- Luigi Russolo, pintor italiano
- Mario Sironi, pintor italiano
- Umberto Boccioni, pintor e escultor italiano

## Futurismo no Brasil
O futurismo teve suas ideias divulgadas no Brasil em 30 de dezembro de 1909, quando fora publicada a tradução feita por Almachio Diniz do Manifesto Futurista de Marinetti no Jornal de Notícias, jornal publicado em Salvador da Bahia. Contudo, esta notícia passara despercebida pelos círculos literários do centro sul do Brasil que ignoravam as produções realizadas fora daquele eixo.
Assim, este movimento somente adquirira a dimensão de influenciar os diversos artistas que viriam a fundar outros movimentos modernistas, em 1912, quando  Oswald de Andrade e Anita Malfatti tiveram contato com o Manifesto Futurista e com Marinetti em viagens à Europa naquele ano. Após uma interrupção forçada pela Grande Guerra, o contato foi retomado. Foi certamente uma das influências da Semana de Arte Moderna de 1922, e seus conceitos de desprezo o passado para criar o futuro e não à cópia e veneração pela originalidade caíram como uma luva no desejo dos jovens artistas de parar de copiar os modelos europeus e criar uma arte brasileira. Oswald , principalmente, percebeu que o Brasil e toda a sua diversidade cultural, desde as variadas culturas autóctones dos índios até à cultura negra, representavam uma vantagem e que com elas se podia construir uma identidade e renovar as letras e as artes.

## Futurismo em Portugal
Logo em 1909 o Manifesto de Marinetti foi traduzido do Le Figaro no Diário dos Açores, mas passou despercebido, do mesmo modo como aconteceu no Brasil.
Em Março de 1912 Aquilino Ribeiro, numa crónica parisiense anuncia na revista Ilustração Portuguesa (11 de Março de 1912, pp. 345,6,7) o movimento futurista aos Portugueses. Mas foi no número dois da Revista Orpheu, dirigida por Fernando Pessoa/Álvaro de Campos e Mário de Sá-Carneiro que o futurismo aparece como movimento em Portugal. Na revista aparecem quatro trabalhos de Santa-Rita Pintor, e a Ode Triunfal de Fernando Pessoa, mereceu de Sá Carneiro a apreciação de "Obra Prima do Futurismo".
Em 4 de Abril de 1917, é realizada no Teatro República (São Luis) em Lisboa uma matinée  para apresentação do futurismo ao público português. Participam Almada Negreiros, Santa-Rita Pintor e outros, onde se leram textos de Marinetti e outros futuristas. Em Novembro-Dezembro de 1917 Santa-Rita preparou o lançamento da Revista Portugal Futurista, que foi apreendida à porta da tipografia, por subversão e obscenidade de alguns textos. Com a morte de Santa-Rita e Amadeu em 1918 e a partida de Almada para Paris o movimento Futurista Português entra em declínio.